# Museu Nacional de Gwangju
O Museu Nacional de Gwangju é um museu nacional localizado em Buk-gu, na cidade de Gwangju, Coreia do Sul. Foi inaugurado em 6 de dezembro de 1978.